# San Lucas Ixcotepec
San Lucas Ixcotepec är en ort i Mexiko.   Den ligger i kommunen San Carlos Yautepec och delstaten Oaxaca, i den sydöstra delen av landet, 500 km sydost om huvudstaden Mexico City. San Lucas Ixcotepec ligger 1 796 meter över havet och antalet invånare är 155.
Terrängen runt San Lucas Ixcotepec är bergig åt sydost, men åt nordväst är den kuperad. San Lucas Ixcotepec ligger uppe på en höjd. Runt San Lucas Ixcotepec är det mycket glesbefolkat, med 4 invånare per kvadratkilometer. Närmaste större samhälle är San Matías Petacaltepec, 13,3 km söder om San Lucas Ixcotepec. I omgivningarna runt San Lucas Ixcotepec växer huvudsakligen savannskog.